# كيجي تاكيشي
كيجي تاكيشي (باليابانية: 高地 系治) ولد في 23 أبريل 1980 في كاواغوتشي في اليابان؛ هو لاعب كرة قدم ياباني سابق كان يلعب كمدافع.

## وصلات خارجية
- كيجي تاكيشي على موقع رابطة كرة القدم اليابانية للمحترفين (اليابانية)
- كيجي تاكيشي على موقع قاعدة بيانات كرة القدم.إي يو (الإنجليزية)
- كيجي تاكيشي على موقع Soccerway.com (الإنجليزية)
- كيجي تاكيشي على موقع عالم كرة القدم.نت (الإنجليزية)